# Aire urbaine de Saint-Yrieix-la-Perche
L'aire urbaine de Saint-Yrieix-la-Perche est une aire urbaine française centrée sur l'unité urbaine de Saint-Yrieix-la-Perche, dans le département de la Haute-Vienne, en région Nouvelle-Aquitaine.
Depuis 2020, l'aire d'attraction de Saint-Yrieix-la-Perche lui est substituée.

## Données globales
D'après la définition qu'en donne l'INSEE, l'aire urbaine de Saint-Yrieix-la-Perche est composée de 2 communes, situées dans la Haute-Vienne. Sa population est de 7 641 habitants en 2014.
Le tableau suivant détaille la répartition de l'aire urbaine sur le département :
| Département  | Communes | Communes (%) | Superficie (km²) | Superficie (%) | Population (2014) | Population (%) |
| ------------ | -------- | ------------ | ---------------- | -------------- | ----------------- | -------------- |
| Haute-Vienne | 2        | 1,0          | 128,5            | 2,3            | 7 641             | 2,0            |

## Composition
Voici la liste des communes de l'aire urbaine de Saint-Yrieix-la-Perche :
| Nom                    | Code Insee | Statut | Superficie (km2) | Population (dernière pop. légale) | Densité (hab./km2) |
| ---------------------- | ---------- | ------ | ---------------- | --------------------------------- | ------------------ |
| Glandon                | 87071      |        | 27,47            | 793 (2014)                        | 29                 |
| Saint-Yrieix-la-Perche | 87187      |        | 100,98           | 6 848 (2014)                      | 68                 |

## Évolution démographique
| 1968  | 1975  | 1982  | 1990  | 1999  | 2009  | 2014  |
| ----- | ----- | ----- | ----- | ----- | ----- | ----- |
| 7 437 | 7 717 | 7 913 | 8 267 | 8 022 | 7 746 | 7 641 |